# Wolfgang Stumph

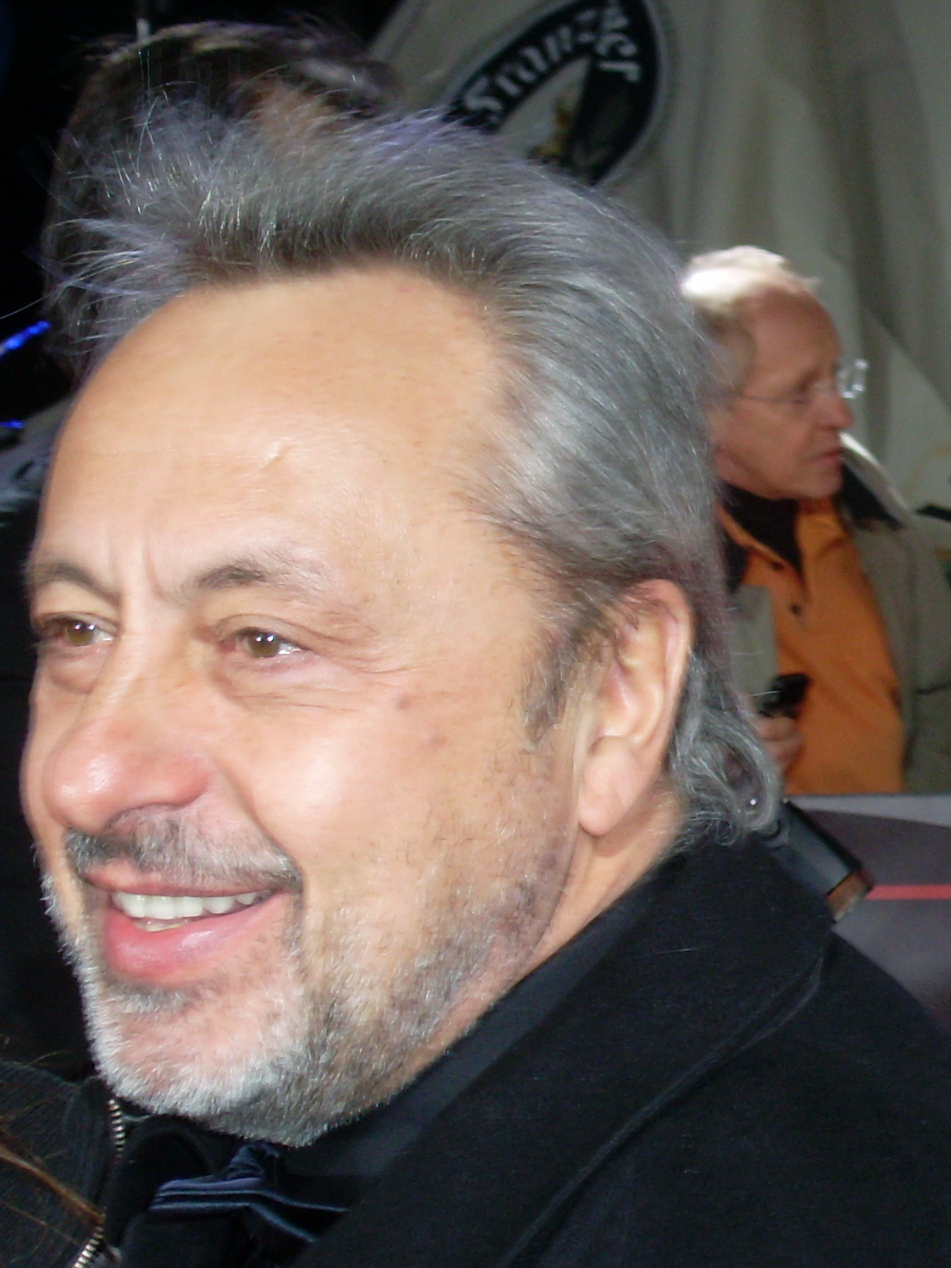
Wolfgang Stumph, 2008

Wolfgang Stumph (* 31. Januar 1946 in Wünschelburg, Niederschlesien, heute zu Polen) ist ein deutscher Schauspieler und Kabarettist. Der Durchbruch gelang Stumph 1991 in der Rolle als Deutschlehrer Udo Struutz in dem erfolgreichen Kinofilm Go Trabi Go. Im Fernsehen wurde er als Kommissar Wilfried Stubbe in der ZDF-Krimireihe Stubbe – Von Fall zu Fall bekannt.

## Leben
Wolfgang Stumph wurde 1946 als Einzelkind im niederschlesischen Wünschelburg geboren, ein Jahr nachdem diese Region unter polnische Verwaltung gestellt worden war. Seinen Vater lernte er nie kennen, er galt ab Ende des Zweiten Weltkriegs als verschollen. Kurz nach Stumphs Geburt wurde die Familie aus Schlesien vertrieben; Stumph wurde mit Mutter und Großmutter in Dresden heimisch und wuchs dort im Stadtteil Hellerau auf. Nach seiner Schulzeit absolvierte er eine Lehre als Kesselbauer und ein Studium der Ingenieurpädagogik. Er gründete als Student das Amateur-Kabarett „Die Lachkarte“ in Dresden. Später stand er auf der Bühne des Dresdner Kabaretts Die Herkuleskeule. Die in Dresden diesbezüglich ruhige Atmosphäre – nicht zu vergleichen mit den Bühnen Leipzigs oder Berlins – bildete den Grundstein seines Schaffens. So ist seine Paraderolle die des kleinen Mannes, eben eines prototypischen Sachsen, der es versteht, hinter einfachen Sätzen Systemkritik zu verbergen.
Stumph engagiert sich für Dresdner Förderkreise für krebskranke Kinder, Dresdner Kinderhilfe e. V. und Sonnenstrahl e. V. Ferner ist er Kuratoriumsmitglied der Dresdner Kinderhilfe. Seit 2001 unterstützt er UNICEF und ist einer der aktuell elf offiziellen deutschsprachigen UNICEF-Paten.
Stumph hat in seiner Jugend Esperanto gelernt, wie er 2002 im WDR mitteilte; er unterstrich den Wert von Esperanto in der internationalen Kommunikation.
Wolfgang Stumph lebt in Dresden-Dölzschen, ist seit 1973 verheiratet und hat einen Sohn und eine Tochter, die Schauspielerin Stephanie Stumph.

## Werdegang

### Film und Fernsehen
Gegen Ende der 1980er Jahre gelang Stumph der Sprung in die Fernsehunterhaltung mit komödiantischen Gastauftritten als sogenannter Beutelgermane in Gunther Emmerlichs Showkolade. Hier trat er als Mann aus dem Volk auf, der dem Showmaster Emmerlich mit seinen kritischen Hinweisen und seinen Erlebnissen „auf die Nerven“ ging. In der Sendung wurde er Stumpi genannt und hatte die in der DDR üblichen wiederverwendbaren Dederonbeutel dabei. Dieses persiflierte den ostdeutschen Beschaffungsdrang nach nicht vorhandenen Waren.
Der Durchbruch gelang Stumph 1991 mit dem erfolgreichen Kinofilm Go Trabi Go. Als Deutschlehrer Udo Struutz und auf den Spuren Goethes reiste er mit seiner Familie per Trabant nach Italien. In der Komödie sowie 1992 im zweiten Teil stand das Aufeinandertreffen von West- und Ostdeutschen im Vordergrund, wobei gängige Klischees komödiantisch bedient wurden.
Seinen zweiten großen Erfolg hatte Stumph im Fernsehen in der Rolle des Wolle Stankoweit, eines Postbeamten aus dem fiktiven Dorf Niederbörnicke in Brandenburg. Salto Postale wurde 1995 mit dem Telestar sowie 1996 und 1999 mit der Goldenen Henne ausgezeichnet. Aus den Postbeamten Stankoweit und Rudi Reschke wurden schließlich die Gemeindebeamten des Dorfes, und in neuer Umgebung ging die Sitcom 1996 unter dem Namen Salto Kommunale weiter bis 2001. 1996 und 1998 spielte er in der Hauptrolle den Bankangestellten Christian Vogler, der von seiner Frau betrogen wird und plant, sich mit einer vorgetäuschten Geliebten an dieser zu rächen, in der zwangzigteiligen ZDF-Vorabendserie Die Geliebte.
Seit 1995 steht Stumph auch in der Rolle des Kommissar Wilfried Stubbe in der ZDF-Krimireihe Stubbe – Von Fall zu Fall vor der Kamera. Seine Tochter Stephanie unterstützt ihn dabei in der Rolle seiner Tochter. Die Krimireihe gehörte zu den erfolgreichsten Krimis des ZDF. Nach dem vorläufigen Ende der Reihe Anfang 2014 kehrt Stumph gelegentlich noch als inzwischen pensionierter Kommissar auf den Bildschirm zurück.
Mit einer Doppelrolle als Schrebergärtner Erwin Strunz und Ministerpräsident Uwe Achimsen in der Verwechslungskomödie Der Job seines Lebens und deren Fortsetzung Der Job seines Lebens 2 – Wieder im Amt gelang ihm ein weiterer komödiantischer Fernseherfolg für die ARD. Doch Stumph bedient auch das tragische Fach, zum Beispiel in dem Kinofilm Bis zum Horizont und weiter sowie in den Fernsehproduktionen Ein Stück vom Glück und Eine Liebe in Königsberg. Im Rahmen der Damals-war’s-Legenden des MDR wurde Ende Januar 2021 ein 90-minütiges Porträt unter dem Titel Ein Abend für Wolfgang Stumph gesendet.

### Kabarett
Ab 1991 trat Stumph parallel in seinem Kabarett-Programm Antrak auf STUMPHsinn gemeinsam mit seinen Partnern Gunter Antrak und Detlef Rothe auf. Das stets ausverkaufte und aktualisierte Programm war mit zahlreichen Figuren sowie Liedern rund um den vergehenden Realsozialismus im Osten Deutschlands gefüllt. Die letzte Vorstellung fand in der Comödie Dresden am 5. Mai 2006 statt.

### Operette
Ab 2003 spielte Stumph die Rolle des Gefängnisdieners Frosch in der Johann-Strauss-Operette Die Fledermaus (Inszenierung: Günter Krämer) in der Semperoper Dresden und ab 2009 auch in Bremen.

## Filmografie

### Spielfilme
- 1991: Go Trabi Go – Die Sachsen kommen (Kino)
- 1992: Go Trabi Go 2 – Das war der wilde Osten (Kino)
- 1992: Ein Fall für TKKG: Drachenauge (Kino)
- 1995: Theaterdonner (ARD)
- 1998: Bis zum Horizont und weiter (To the Horizon and Beyond) (Kino)
- 2001: Ein Stück vom Glück (ARD)
- 2002: Ein Sack voll Geld (ARD)
- 2002: Heimatfilm! (Kino)
- 2003: Oskar der Klomann (ZDF)
- 2003: Der Job seines Lebens (ARD)
- 2004: Derrick – Die Pflicht ruft!, Zeichentrickfilm, Stimme von Dr. Zark (Kino)
- 2004: Der Job seines Lebens 2 – Wieder im Amt (ARD)
- 2004: Das Schwalbennest (ZDF)
- 2004: Das blaue Wunder (ZDF)
- 2006: Dresden (Kino/ZDF)
- 2006: Eine Liebe in Königsberg (ZDF)
- 2006: Beim nächsten Kind wird alles anders (ZDF)
- 2007: Heimweh nach Drüben (ARD)
- 2007: Keinohrhasen (Kino)
- 2008: Im Meer der Lügen (Zweiteiler) (ARD)
- 2008: Stürmische Zeiten (ZDF)
- 2008: 30 Tage Angst (ZDF)
- 2009: Salami Aleikum (Kino)
- 2009: Romeo und Jutta (ARD)
- 2011: Stilles Tal (MDR/ARTE)
- 2011: Stankowskis Millionen (ZDF)
- 2011: Hop – Osterhase oder Superstar? (Kino, Stimme von EBs Vater)
- 2012: Bankraub für Anfänger (ZDF)
- 2014: Dessau Dancers (Kino)
- 2015: Marry me! (Kino)
- 2015: Blindgänger (ZDF)
- 2015: Die Insassen (ZDF)
- 2015: Weihnachts-Männer (ARD)
- 2017: Harrys Insel (ARD)
- 2018: 100 Dinge (Kino)
- 2019: Alfons Zitterbacke – Das Chaos ist zurück (Kino)
- 2020: Ziemlich russische Freunde (ARD)
- 2022: Das Traumschiff: Mauritius (ZDF)
- 2022: Die Kanzlei: Bittere Pillen (ARD)
- 2022: Erzgebirgskrimi: Ein Mord zu Weihnachten (ZDF)

### Fernsehserien und -reihen
- 1993–1996: Salto Postale (24 Folgen im ZDF)
- 1995–2014, 2018, 2021, 2022, 2025: Stubbe – Von Fall zu Fall (50 Folgen + 4 Specials im ZDF → siehe Episodenliste)
- 1996–1998: Die Geliebte (20 Folgen im ZDF)
- 1998–2001: Salto Kommunale (26 Folgen im ZDF)
- 2006: Salto Speziale (drei Folgen im ZDF). Salto Speziale wurde zu Ehren Wolfgangs Stumphs 60. Geburtstag, Christel Peters’ 90. Geburtstag und zum 10-jährigen Jubiläum und Ende der Sendung Salto Postale 2006 gesendet.

## Auszeichnungen
- 1991: Nominierung Deutscher Filmpreis für „Go Trabi Go“
- 1995: Telestar Bester Darsteller in einer Serie für „Salto Postale“
- 1996: Goldene Henne deutscher Zuschauer- und Medienpreis
- 1999: Premio Bacco Preis italienischer Filmkritiker
- 1999: 2. Goldene Henne
- 2003: 3. Goldene Henne
- 2004: Krimi des Jahres für „Tod des Models“ Premiere
- 2004: Bayerischer Fernsehpreis für die Rolle des Fernsehkommissars Stubbe
- 2004: Münchhausen-Preis der Stadt Bodenwerder
- 2005: Till-Eulenspiegel-Satirepreis der Stadt Bremen
- 2006: Aufnahme in den Signs of Fame Germany
- 2009: 4. Goldene Henne
- 2010: Das große Kleinkunstfestival Ehren-Preis
- 2011: Publikumspreis Verbundenheit RTV
- 2012: Deutscher Comedypreis – Beste TV Komödie 2012 („Stankowskis Millionen“)
- 2014: 5. Goldene Henne
- 2015: St. Georgs Orden des Semperopernballs Dresden
- 2015: Annemarie-Renger-Preis, für ehrenamtliches Engagement[7]
- 2021: 6. Goldene Henne, jetzt fürs Lebenswerk